# Ma Tong (Skispringerin)
Ma Tong (chinesisch 马彤, * 2. März 1994) ist eine chinesische Skispringerin.

## Werdegang
Ma gab ihr internationales Debüt am 8. Januar 2011 bei der Ladies-Winter-Tournee 2011 in Schonach. Ihre ersten Continental-Cup-Punkte holte sie in Braunlage am 15. Januar. Am Ende der Tournee belegte sie in der Gesamtwertung den 33. Platz. Bei ihren ersten Juniorenweltmeisterschaften 2011 in Otepää belegte sie den 41. Platz und bei ihren ersten Nordischen Skiweltmeisterschaften 2011 in Oslo erreichte sie den 39. Platz. Am Ende der Continental-Cup-Saison erreichte sie in der Gesamtwertung 2010/11 den 76. Platz. Am 11. Februar 2012 gab sie ihr Debüt im Weltcup in Ljubno, belegte den 33. Platz und verpasste knapp den zweiten Durchgang. Im weiteren Verlauf der Weltcup-Saison 2011/12 wurde sie nicht mehr eingesetzt. Bei ihren zweiten Juniorenweltmeisterschaften 2012 in Erzurum belegte sie im Einzel den zehnten Platz und im Team den siebten Platz.
Nachdem sie in der Saison 2012/13 an keinem internationalen Wettbewerb teilgenommen hatte, startete sie im Sommer 2013 erstmals im FIS-Cup. In Frenštát pod Radhoštěm belegte sie dabei einmal den sechsten Rang. In der Weltcup-Saison 2013/14 kam sie nur in Tschaikowski zu zwei Starts. Mit einer Disqualifikation und einem 47. Rang verpasste sie erneut die Punkteränge. Bei der Winter-Universiade 2015 in Štrbské Pleso belegte sie den achten Rang im Einzel, den vierten Rang im Teamwettbewerb und den achten Rang im Mixed-Teamwettbewerb. Bei den Nordischen Skiweltmeisterschaften 2015 im schwedischen Falun verpasste sie als 33. in der Qualifikation den Einzelwettbewerb.
Im August 2015 startete sie bei den beiden COC-Springen in Oberwiesenthal. Dabei belegte sie die Plätze 31 und 30 und holte damit zum ersten Mal seit Februar 2012 wieder einen COC-Punkt. In der Weltcup-Saison 2015/16 verpasste sie mehrfach die Qualifikation und erreichte nie den Wettbewerb. In der Weltcup-Saison 2016/17 kam sie an mehreren Standorten zum Einsatz. Ihre besten Saison-Platzierungen waren dabei zweimal Platz 39 in Hinzenbach. Bei den Nordischen Skiweltmeisterschaften 2017 im finnischen Lahti verpasste sie als 33. in der Qualifikation und damit dem gleichen Ergebnis wie zwei Jahre zuvor den Einzelwettbewerb.
Während der Saison 2017/18 blieb sie zum wiederholten Male eine komplette Saison ohne Teilnahme an einem internationalen Wettbewerb. Im Sommer 2018 belegte sie bei den beiden Continental-Cup-Springen vom Midtstubakken in Oslo die Plätze 26 und 27 und erreichte damit zweimal die Punkteränge. In der Weltcup-Saison 2018/19 war sie Teil der chinesischen Mannschaft, die am 19. Januar 2019 in Zaō zum ersten Mal an einem Frauen-Teamwettbewerb im Weltcup teilnahm. Dabei belegte sie den achten Rang bei nur acht Teilnehmern. Am 27. Januar verbesserte sie in Râșnov ihre beste Weltcup-Platzierung auf Rang 32, blieb damit aber weiterhin ohne Weltcuppunkte.

## Statistik
| Saison  | Continental Cup | FIS-Ladies-Winter-Tournee |
| ------- | --------------- | ------------------------- |
| 2010/11 | 76.             | 33.                       |
| 2011/12 | 53.             | –                         |
| 2012/13 | –               | –                         |
| 2013/14 | –               | –                         |
| 2014/15 | –               | –                         |
| 2015/16 | 61.             | –                         |
| 2016/17 | –               | –                         |
| 2017/18 | –               | –                         |
| 2018/19 | 67.             | –                         |